# Колючка двоголкова
Колючка двоголкова (Gasterosteus wheatlandi) — вид риб, що мешкають в західній Атлантиці від берегів Ньюфаундленду (Канада) до Массачусетс (США). Солонуватоводна / морська бентична риба, що сягає 7,5 см довжиною.